# Ishanavarman II
Ishanavarman II là một vị vua của Đế quốc Khmer được cho là đã trị vì từ năm 923 đến năm 928. Đế quốc của ông giới hạn ở Angkor và khu vực quanh Battambang về phía tây. Con trai thứ Yasovarman I đã kế thừa vương triều của ông vì người anh cả qua đời. Trong thời gian trị vì, đế quốc đã bị rơi vào cảnh hỗn độn và loạn lạc. Năm 921, người cậu Jayavarman IV đã thiết lậpo một thành phố đối thủ cách Angkor 100 km về hướng đông bắc. Ngoài ra không còn thông tin nào về vua Ishanavarman II. Ông mất vào năm 928 và có cái tên sau khi mất là Paramarudraloka.